# Egnasia mopsa
Egnasia mopsa är en fjärilsart som beskrevs av Swinhoe 1890. Egnasia mopsa ingår i släktet Egnasia och familjen nattflyn. Inga underarter finns listade i Catalogue of Life.